# Jildou van der Bijl
Jildou van der Bijl (Tiel, 14 oktober 1971) is een Nederlandse journaliste. Zij is hoofdredacteur van dagblad Het Parool In het verleden was zij onder meer hoofdredacteur van Nieuwe Revu en het magazine LINDA.

## Levensloop
Van der Bijl ging naar het Koningin Wilhelmina College in Culemborg en studeerde journalistiek aan de Christelijke Hogeschool Windesheim in Zwolle. Zij liep in 1994 stage bij Nieuwe Revu en bleef daar werken. In 1997 vertrok zij naar het ministerie van Buitenlandse Zaken. Zij ging leiding geven aan Move Your World, de jongerenorganisatie van Ontwikkelingssamenwerking. In april 1998 keerde ze naar Nieuwe Revu terug en een jaar later werd zij hoofdredacteur. In 2004 maakte Van der Bijl de overstap naar de uitgeverij Mood for Magazines. In september 2014 werd ze daar creatief directeur.
Bij de uitgeverij begon Van der Bijl als adjunct-hoofdredacteur bij het blad Chief La Vie en Rose. In 2005 nam zij een jaar vrij om samen met haar vriend en kind een zeilreis te maken rond de wereld, maar zij brak de reis na een half jaar af omdat haar relatie uit ging. Op 1 januari 2006 werd de journaliste benoemd tot hoofdredacteur van de glossy LINDA. Zij was samen met Linda de Mol al hoofdredacteur van de specials van LINDA. (Wonen en Man). Mede onder haar leiding groeide de glossy verder uit. Eind 2009 bedroeg de oplage meer dan honderdvijftigduizend. Acht jaar later was de oplage doorgegroeid tot boven de tweehonderdduizend nummers. In 2015 ontving zij hiervoor de  Mercur d'Or.
Als hoofdredacteur baarde Van der Bijl opzien met verschillende acties. L'homo, een eenmalige glossy, trok de aandacht doordat de EO-presentator Arie Boomsma daarin schaars gekleed poseerde. Als gevolg daarvan werd hij door zijn werkgever voor drie maanden geschorst. Een ander moment waarbij Van der Bijl de aandacht trok was een actie waarbij 25 mannelijke gigolo's werden verloot onder lezers van het magazine. Van der Bijl was verschillende keren sidekick in het programma De Wereld Draait Door.
Mediabedrijf Talpa maakte in februari 2019 bekend dat Van der Bijl samen met Linda de Mol aan de slag ging als creatief directeur bij televisiezender Net5. Ook het blad LINDA. werd door Talpa overgenomen. Van der Bijl stopte daarop als hoofdredacteur bij de LINDA. Ze werd opgevolgd door Karin Swerink, wel bleef ze aan als creatief directeur bij het merk LINDA. Per maart 2023 is Van der Bijl daar gestopt. In maart 2021 stopte ze al bij Net5. 